# 이유진 (1986년)
이유진(1986년 5월 27일 ~ )은 대한민국의 배우이다.

## 영화
- (2018년) 《창궐》 ... 야귀 역
- (2019년) 《극한직업》 ... 이무배 조직원 7 역
- (2019년) 《기묘한 가족》 ... 머리 긴 남자좀비 역
- (2019년) 《비스트》 ... 야쿠자 역
- (2020년) 《반도》 ... 좀비 역